# 東京都道・埼玉県道67号葛飾吉川松伏線

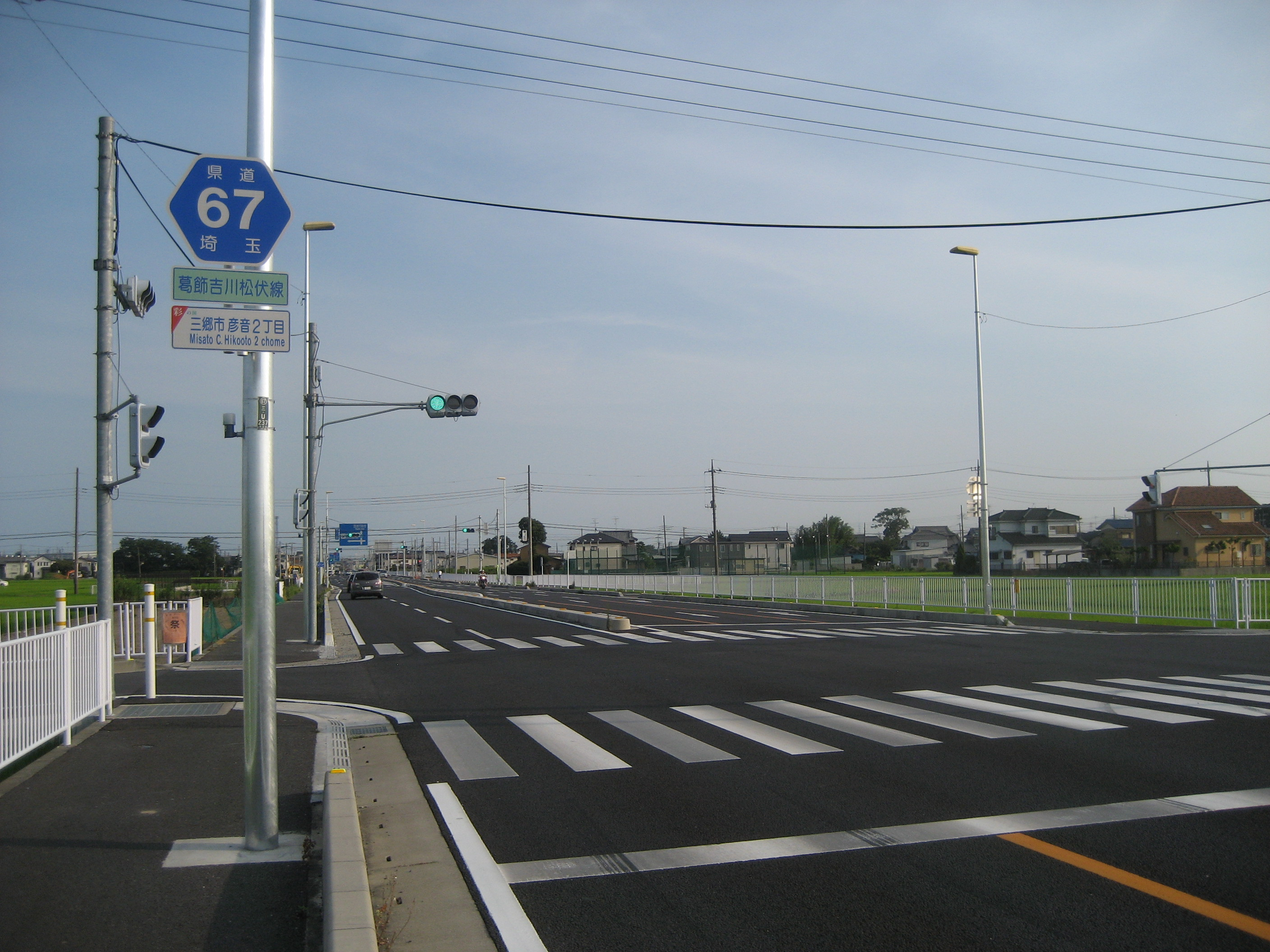
三郷市彦音付近

東京都道・埼玉県道67号葛飾吉川松伏線（とうきょうとどう・さいたまけんどう67ごう かつしかよしかわまつぶしせん）は、東京都葛飾区から埼玉県北葛飾郡松伏町に至る都道・県道（主要地方道）である。

## 概要
三郷市と吉川市では、現道の東側に三郷IC入口西交差点（国道298号交点）と一之橋交差点（県道52号越谷流山線交点）を結ぶ片側2車線のバイパス道路（都市計画道路三郷吉川線）が建設され、2012年（平成24年）3月24日に全区間が開通した。
その後、2015年（平成27年）4月1日にバイパス道路と並行する現道のうち、三郷市「天神一丁目（西）」交差点から吉川市「保」交差点の区間が沿道の三郷市および吉川市へ移管され市道に降格した。
2022年（令和4年）4月1日には保交差点から吉川交番前までの区間が市道に降格した。

## 起点・終点
- 起点：東京都葛飾区水元5丁目
- 終点：埼玉県北葛飾郡松伏町松伏

## 地理

### 通過する自治体
- 東京都
  - 葛飾区
- 埼玉県
  - 三郷市
  - 吉川市
  - 北葛飾郡
    - 松伏町

### 交差する道路
| 交差する道路                    | 交差する道路                | 交差点名                 | 所在地 | 所在地 |
| ------------------------------- | --------------------------- | ------------------------ | ------ | ------ |
| 東京都道501号王子金町市川線     | 東京都道501号王子金町市川線 | 水元五丁目三差路（起点） | 東京都 | 葛飾区 |
| 埼玉県道54号松戸草加線          | 埼玉県道54号松戸草加線      | 戸ヶ崎交番北             | 埼玉県 | 三郷市 |
| -                               | （横堀橋通り）              | 戸ヶ崎1                  | 埼玉県 | 三郷市 |
| -                               | 埼玉県道376号上笹塚谷口線   | 谷口                     | 埼玉県 | 三郷市 |
| 埼玉県道116号八潮三郷線         | 埼玉県道116号八潮三郷線     | 共和橋（下）             | 埼玉県 | 三郷市 |
| -                               | 国道298号                   | 天神1（西）              | 埼玉県 | 三郷市 |
| 国道298号                       | 国道298号                   | 三郷IC出口（西）         | 埼玉県 | 三郷市 |
| 埼玉県道29号草加流山線          |                             |                          | 埼玉県 | 三郷市 |
| 埼玉県道52号越谷流山線          | 埼玉県道52号越谷流山線      | 一之橋                   | 埼玉県 | 吉川市 |
|                                 | 埼玉県道377号加藤平沼線     | 平沼                     | 埼玉県 | 吉川市 |
| 埼玉県道52号越谷流山線 越谷方面 |                             | 吉川交番前               | 埼玉県 | 吉川市 |
| -                               | 埼玉県道326号川藤野田線     | 川野T字路                | 埼玉県 | 吉川市 |
| 国道4号（東埼玉道路）           | 国道4号（東埼玉道路）       | 下赤岩                   | 埼玉県 | 松伏町 |
| （市役所前中央通り）            |                             | 赤岩                     | 埼玉県 | 松伏町 |
|                                 | （エローラ通り）            | 上赤岩                   | 埼玉県 | 松伏町 |
|                                 | 埼玉県道19号越谷野田線      | 内前野（終点）           | 埼玉県 | 松伏町 |

### 重複区間
- 埼玉県道54号松戸草加線「戸ヶ崎」交差点（埼玉県三郷市）- 「戸ヶ崎交番北」交差点（埼玉県三郷市）（上位道路）
- 国道298号 「天神一丁目（西）」交差点（埼玉県三郷市）-「三郷IC出口（西）」交差点（埼玉県三郷市）（上位道路）
- 埼玉県道52号越谷流山線「一之橋」交差点（埼玉県吉川市）-「吉川交番前」交差点（埼玉県吉川市）（上位道路）

### 沿線の施設
| 施設                         | 所在地 | 所在地 |
| ---------------------------- | ------ | ------ |
| 亀有警察署葛三橋交番         | 東京都 | 葛飾区 |
| 水元公園                     | 東京都 | 葛飾区 |
| 吉川警察署戸ヶ崎交番         | 埼玉県 | 三郷市 |
| 三郷放水路                   | 埼玉県 | 三郷市 |
| 三郷市立彦成小学校           | 埼玉県 | 三郷市 |
| ピアラシティ                 | 埼玉県 | 三郷市 |
| 三郷団地                     | 埼玉県 | 三郷市 |
| 三郷市立彦糸小学校           | 埼玉県 | 三郷市 |
| 三郷市立彦糸中学校           | 埼玉県 | 三郷市 |
| 吉川市立美南小学校           | 埼玉県 | 吉川市 |
| 中曽根公園                   | 埼玉県 | 吉川市 |
| 吉川市立中曽根小学校         | 埼玉県 | 吉川市 |
| 吉川市立児童館ワンダーランド | 埼玉県 | 吉川市 |
| JR武蔵野線 吉川駅            | 埼玉県 | 吉川市 |
| 吉川郵便局                   | 埼玉県 | 吉川市 |
| 吉川警察署吉川交番           | 埼玉県 | 吉川市 |
| 吉川市役所                   | 埼玉県 | 吉川市 |
| 松伏町役場                   | 埼玉県 | 松伏町 |

## 別名
- さくら通り（吉川市）

## ギャラリー

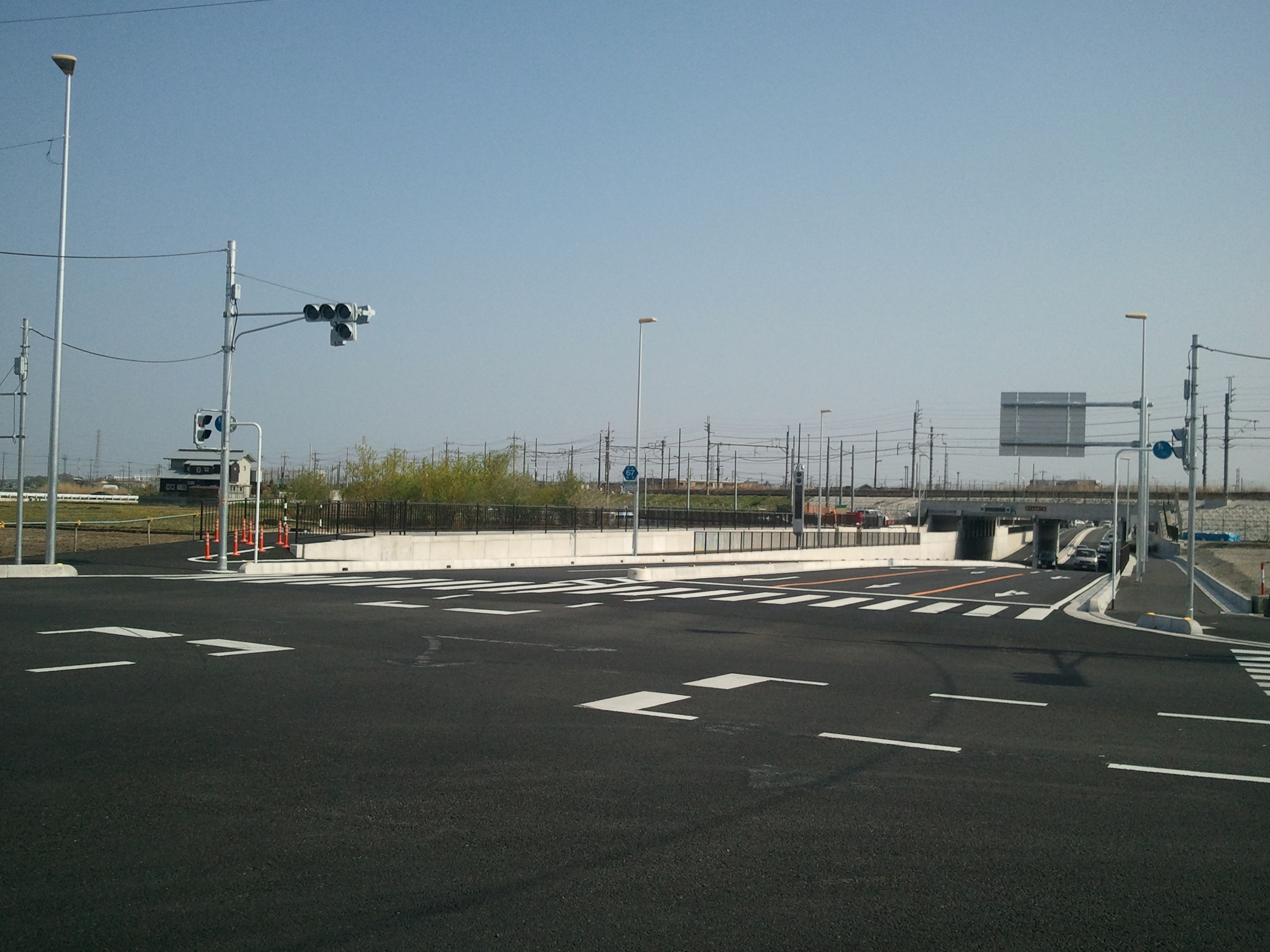
吉川市吉川美南地下道
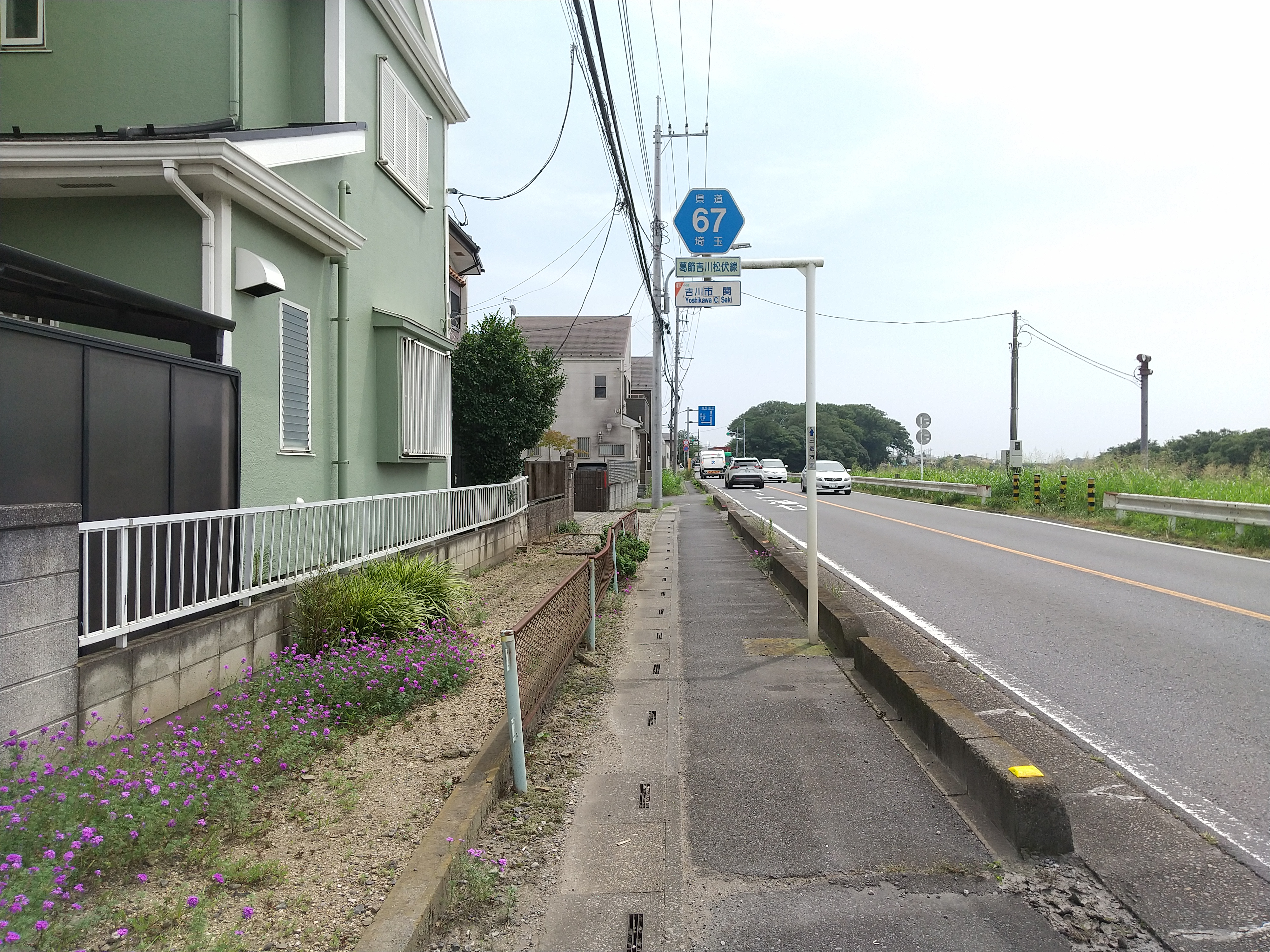
吉川市関付近
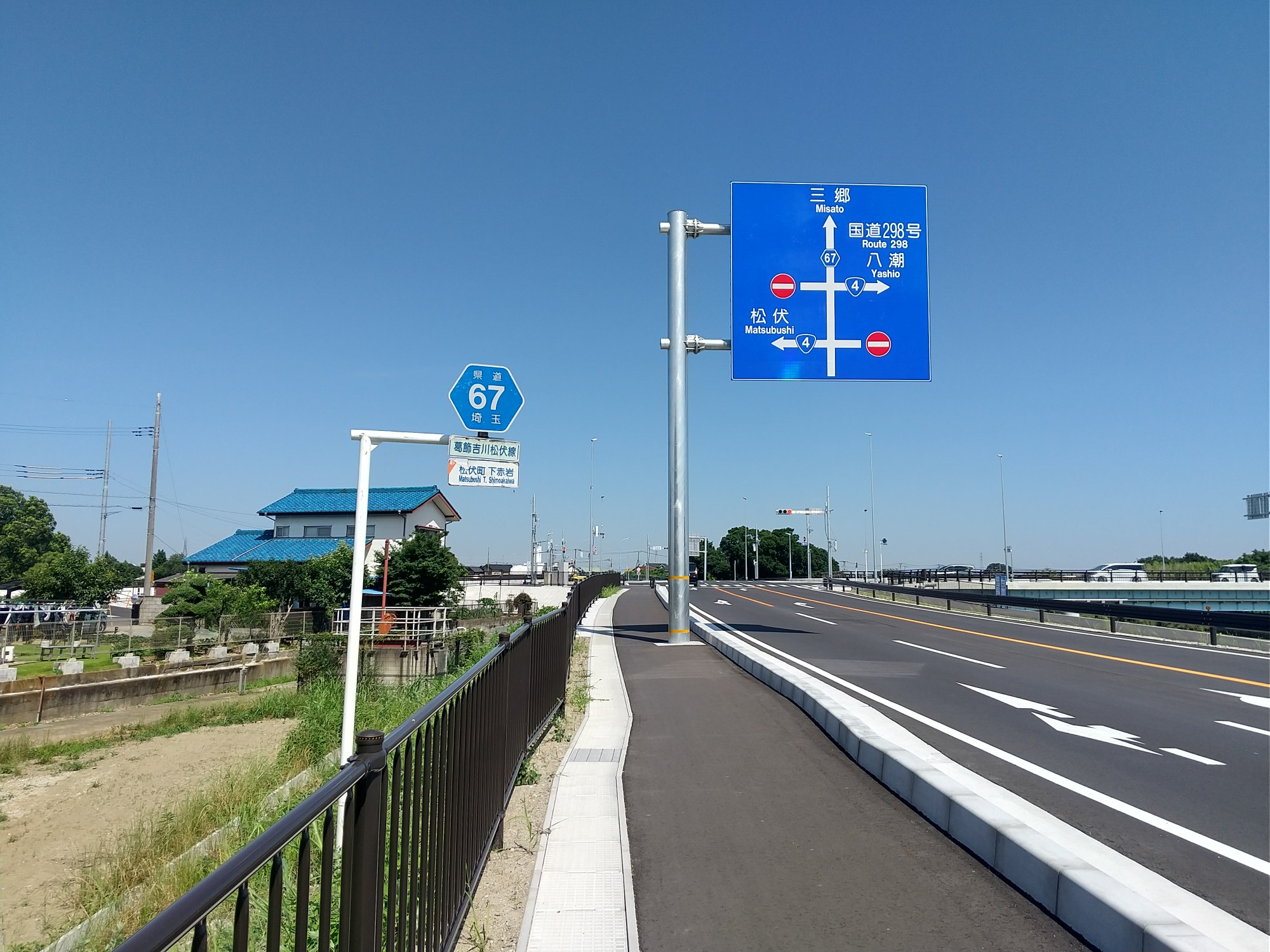
松伏町下赤岩付近
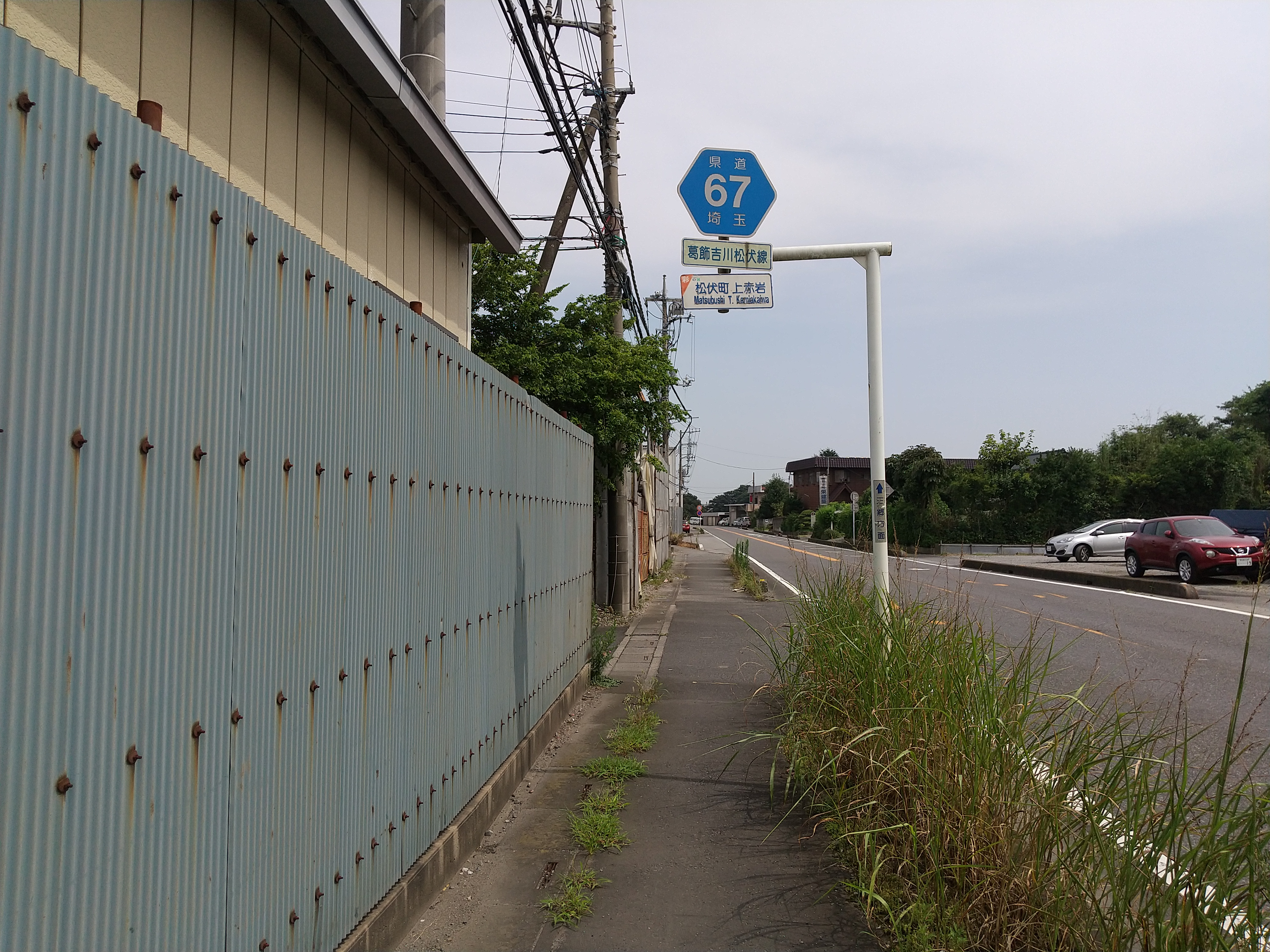
松伏町上赤岩付近